# U 666 (Kriegsmarine)
De U 666 was een VIIC-type U-boot van de Duitse Kriegsmarine tijdens de Tweede Wereldoorlog. Hij stond onder commando van kapitein-luitenant-ter-zee Herbert Engel. De U 666 maakte deel uit van de 'wolfsbende' die de konvooien HX-229 en SC-122 vijf dagen lang aanvielen.

## Geschiedenis
19 maart 1943 - De twee aanvallende U-boten U 666 en U 441 lanceerden elk vijf torpedo's af op de vrachtschepen van het grote maar langzame konvooi SC-122, maar de afstand was te groot om zuiver te kunnen mikken en alle lanceringen misten. Nadien had de U 666 meer geluk met een volgende aanval. Hij torpedeerde het Griekse vrachtschip Carras. Hij slaagde er niet in het onmiddellijk tot zinken te brengen, maar de bemanning van de Carras verliet het schip en ging even later uiteindelijk ten onder.

## GebeurtenisU 666
9 mei 1943 - Een Brits Handley Page Halifax (Squadron 58/N) viel de U-boot aan, maar werd zelf door het boordgeschut van de U 666 neergehaald. De U-boot werd echter twee uren later door een ander Brits vliegtuig, een Armstrong Whitworth Whitley, aangevallen en beschadigd. Hij moest zijn patrouille beëindigen en huiswaarts keren. De toenmalige commandant, kapitein-luitenant-ter-zee Herbert Engel was op de boot vanaf 26 augustus 1942 tot 9 december 1943. Daarna kwam de nieuwe bevelhebber Oberleutnant Ernst Wilberg op de U 666 van 10 december 1943 tot hij op de dag af, twee maanden later, op 10 februari 1944 als vermist werd opgegeven.

## Ondergang
De U 666 werd vermist in de Noord-Atlantische Oceaan op 10 februari 1944. Er is geen verklaring voor zijn verlies. Zeker werden de 51 opvarenden waaronder hun commandant Ernst Wilberg gedood. Men heeft nooit meer iets van hen vernomen.

## Commandanten
- 26 Aug. 1942 - 9 Dec. 1943: Kptlt. Herbert Engel
- 10 Dec. 1943 - 10 Feb. 1944: Oblt. Ernst Wilberg (+)